# Деасфальтизация
Деасфальтизация — процесс удаления высокомолекулярных смолисто-асфальтеновых веществ из остаточных продуктов нефтепереработки.
Существующие методы выделения смолисто-асфальтеновых веществ из нефтепродуктов можно разделить на 4 группы:
- сольвентные;
- адсорбционные;
- термокаталитические;
- химические.

Процесс деасфальтизации сольвентным методом заключается в том, что в присутствии низкомолекулярных алканов или других осадителей, по отношению к которым асфальтены лиофобны, эти осадители коагулируют и увлекают за собой в виде сольватных слоев часть смолисто-асфальтеновых веществ.
В адсорбционных методах используется движущий слой адсорбента с раздельными стадиями адсорбции и десорбции при 65 °С. Термокаталитическая деасфальтизация представляет собой осаждение асфальтенов под давлением и повышенной температурой в присутствии катализатора (например, хлориды металлов) и водорода. Химические методы основаны на обработке нефтепродуктов минеральными кислотами, сероводородом и др.
Наибольшее распространение получила деасфальтизация с использованием легких органических растворителей, в частности — пропана.